# Antonio Mancini
Pour les articles homonymes, voir Mancini.
Antonio Mancini  (Albano Laziale, 14 novembre 1852 - Rome, 28 décembre 1930)  est un peintre italien actif dans la seconde moitié du XIXe et la première du XXe siècle, rattaché au mouvement pictural des Macchiaioli.

## Biographie
Sa précocité et son habileté artistique lui permettent d'être admis à l'âge de douze ans à l'Académie des beaux-arts de Naples, où il est l'élève de Domenico Morelli, de Stanislao Lista et de Filippo Palizzi. Il se lie d'une amitié solide à Vincenzo Gemito. Sous la direction de ses maîtres, son art évolue rapidement et en 1872, il expose deux tableaux au Salon de Paris.
Il se consacre au portrait et à la peinture de genre anecdotique. Son art s'identifie avec le courant du vérisme.
Ses créations reproduisent des enfants, des jeunes filles, des pauvres, de jeunes artistes de cirque, des musiciens qu'il a observés dans les rues de Naples.
Il reste à Naples jusqu'en 1873, année durant laquelle il part pour Paris où il travaille pour Adolphe Goupil (l'un des membres d'une dynastie d’éditeurs d’art parisiens actifs de 1827 à 1920 et marchand d'art) et ensuite pour Hendrik Willem Mesdag, qui fera don de nombreuses œuvres de Mancini à l'État néerlandais, dans le cadre de la collection Mesdag (La Haye).
Pendant son séjour parisien, il fait la connaissance des impressionnistes Edgar Degas et Édouard Manet. Il devient aussi l'ami de John Singer Sargent qui le considère comme le meilleur peintre vivant.
Malgré tout, il commence à souffrir d'une grave maladie nerveuse, rentre à Naples et est hospitalisé pendant quatre ans dans une maison de santé. Très démuni, il a besoin de l'aide de ses amis et d'amateurs d'art pour survivre.
Finalement il reprend son activité, repart pour Paris, se rend à Londres où sa position d'artiste célèbre et à succès est confirmée.

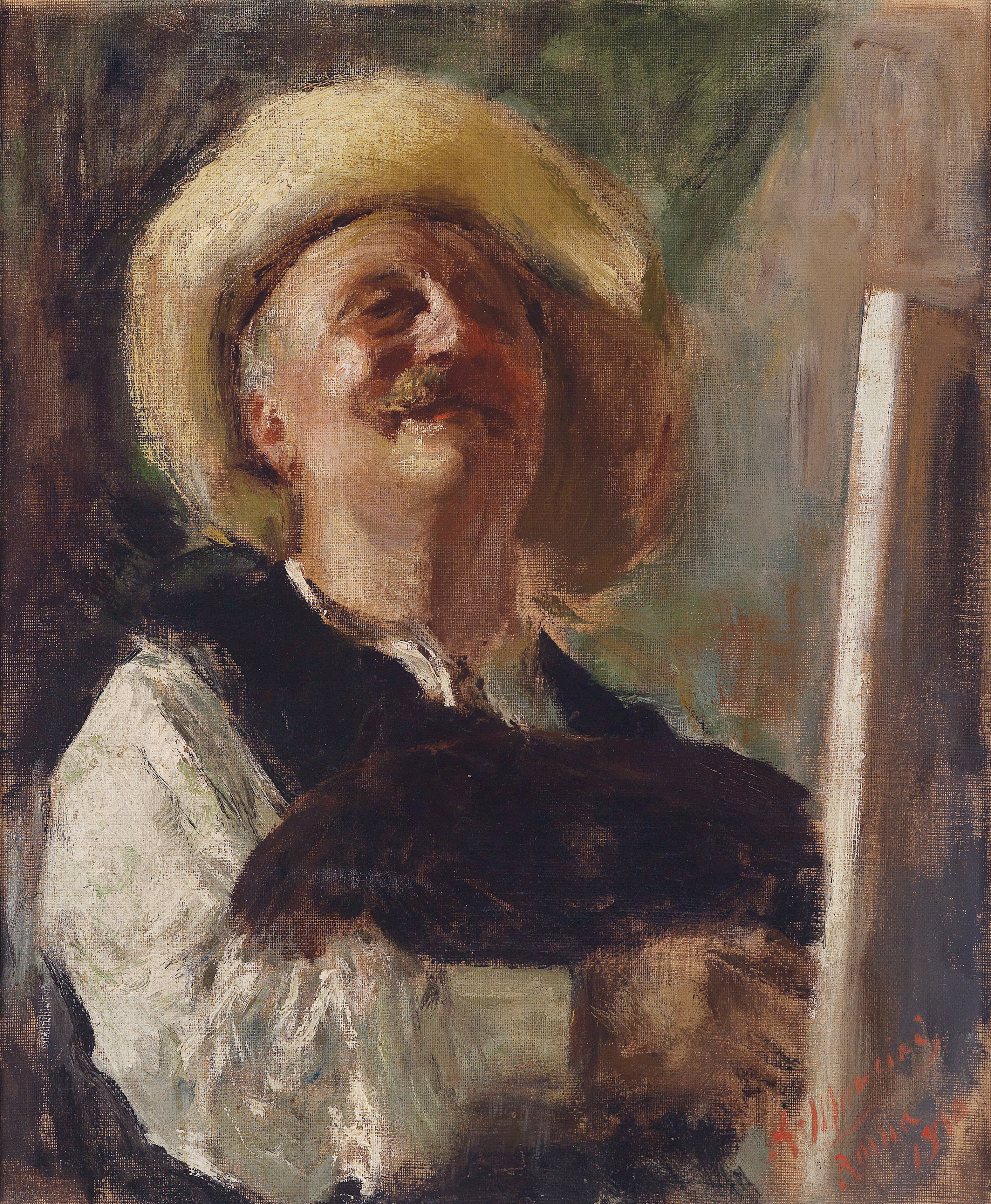
Autoportrait (1910)

En 1879, il retourne à Naples et, en 1883, il déménage à Rome où il obtient un contrat avec un mécène, le baron Otto Eugen Messinger (1875-?) puis avec Fernand du Chêne de Vère (it) (?-1943), collectionneur d'art, qui le loge dans sa propre résidence à la Villa Jacobini (Casal Romito) à Frascati pendant onze ans, jusqu'en 1918. Il se lie à Giovanni Mataloni.
Après la Première Guerre mondiale, sa situation se stabilise et il a atteint de nouveau le niveau de sérénité nécessaire pour son travail.
En 1929, il fait partie des premiers membres, nommés par décret, de la Reale Accademia d'Italia, fondée trois ans plus tôt par Mussolini.
Antonio Mancini meurt à Rome en 1930 et est enterré près de la nef droite de la Basilique des Saints-Boniface-et-Alexis sur l'Aventin.

## Œuvres

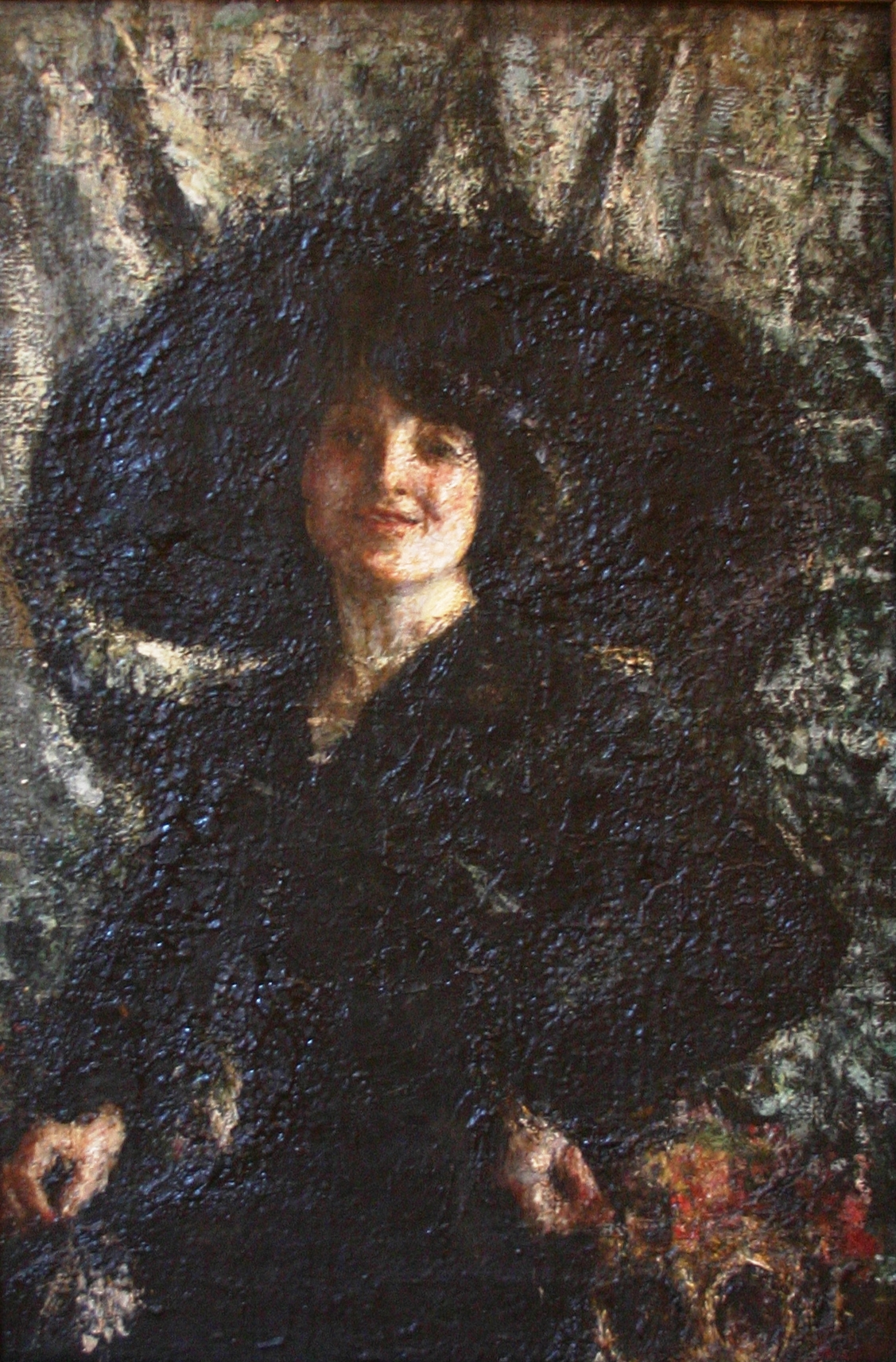
Portrait de la princesse Pignatelli, musée civique de Castel Nuovo de Naples.

- Portrait d'une jeune fille (1867), Musée Capodimonte de Naples
- Le Petit Séminariste en prière (Prevetariello in Preghiera) (1872-1873), huile sur canevas, collection privée
- Après le duel (1872), huile sur toile, 162 × 105 cm, Galerie d'art Moderne, Turin[2]
- L'Étude (Lo Studio) (1875), Galerie nationale d'art moderne, Rome,
- Enfant avec des soldats jouets (1876),
- Le Petit Écolier ou Le Pauvre écolier (vers 1876), huile sur toile, 130 × 97 cm, Musée d'Orsay, Paris[3]
- Le Saltimbanque (1877-1878), huile sur canevas, collection privée,
- Le Petit Malade (Il Malatino) (1878), Galerie nationale d'art moderne, Rome,
- Autoportrait (1880), pastel, Galerie nationale d'art moderne, Rome
- Autoportrait (1882), ocre sur papier à dessin, 58 × 46 cm, Musée de Capodimonte, Naples[4]
- Portrait du père de l'artiste, huile sur canevas, collection privée,
- Jeune Fille qui rit (1900), pastel, collection publique,
- Vieil Homme buvant du thé (1907),
- Portrait d'Otto Messinger (1909), Gallerie di Palazzo Leoni Montanari, Vicence,
- Portrait de Florence Phillips (1909),
- Portrait d'Hugh Lane (1913)
- Portrait avec un éventail (1922), huile sur toile, 70 × 60 cm, Musée de Capodimonte, Naples[4]
- Le Petit prêtre (« ’O prevetariello »), Musée de San Martino, Naples[5]
- Ena Wertheimer avec Antonio Mancini,
- Jeune femme à la mandoline, collection privée,
- Vue d'un village italien, collection privée,
- Portrait d'un jeune enfant, pastel, collection privée,
- Portrait d'Elisabeth et Charles Williamson avec leur chien, huile sur canevas.

### Après le duel(1872)

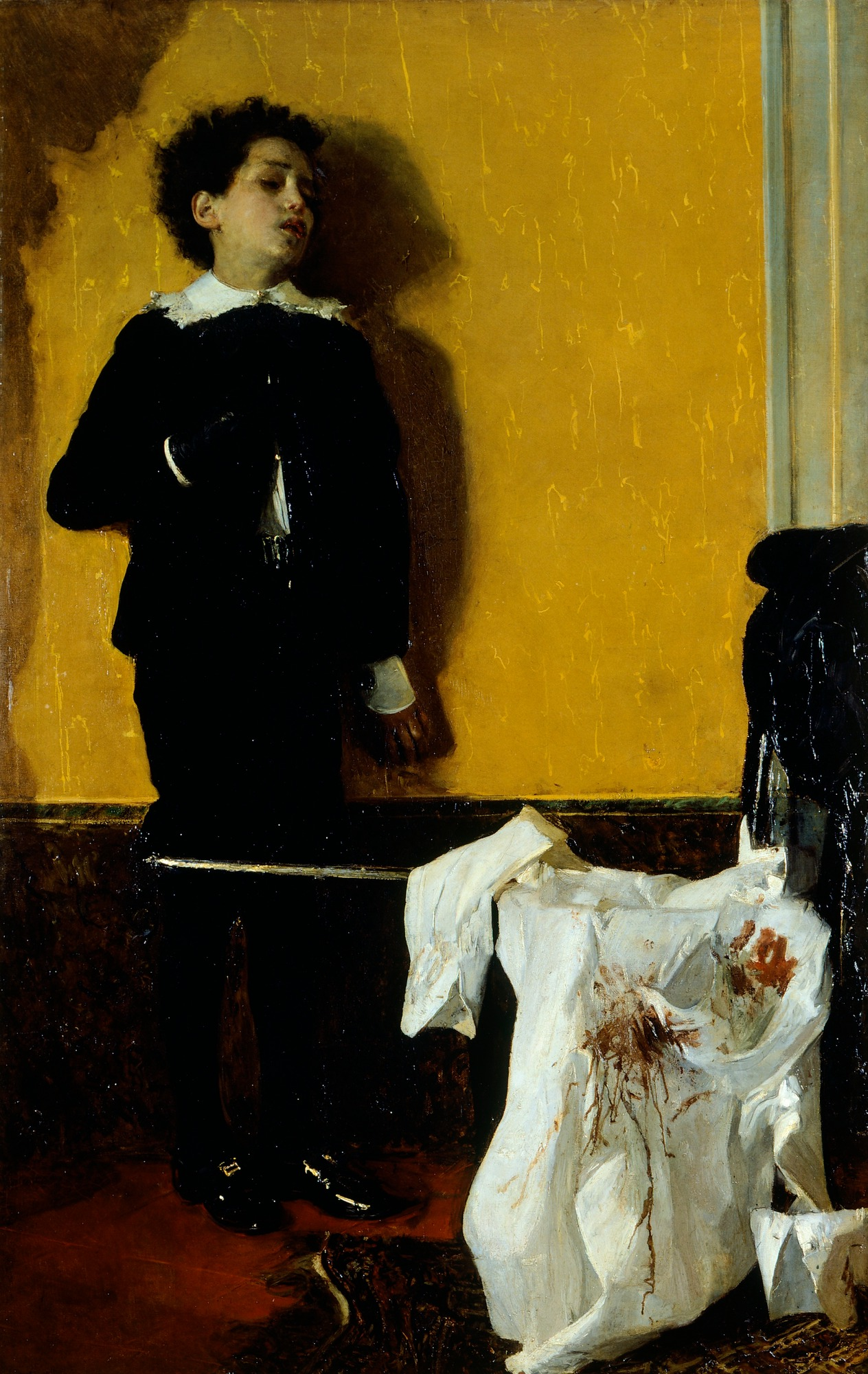
Après le duel (1872).

Hervé Guibert offre, dans À l'ami qui ne m'a pas sauvé la vie (Gallimard, pages 72–74), une analyse personnelle du tableau Après le duel dont voici un extrait :
« Le tableau, dû à un certain Antonio Mancini, représentait un jeune garçon en costume de deuil, aux cheveux crépus noirs ébouriffés qui juraient légèrement sur l’ordonnance du pourpoint noir avec sa dentelle aux poignets, des bas noirs, des souliers noirs à boucles et des gants noirs, dont l’un était défait, celui du poing qui se pressait sur le cœur d’un geste désespéré, tandis que la tête partait en arrière pour se cogner contre un mur jaune veinulé, qui limitait le tableau et inscrivait dans la frise de faux marbre une lèpre d’incendie noyé, tandis que la main revêtue par le gant s’appuyait au mur, comme pour le repousser à la force du poignet, à la force de la douleur, et repousser la douleur à l’intérieur du mur. Le tableau s’intitulait : Après le duel, on y discernait en second, dans le bas à droite, une chemise d’homme souillé par le sang en train de sécher, avec la marque de la main qui l’avait arrachée du corps, pendant comme un suaire, comme une enveloppe d’homme pelé, sur la pointe d’une épée qui dépassait à peine. Le tableau n’avouait pas l’anecdote de son sujet pour le murer, comme j’aime toujours, sur une énigme : le jeune modèle était-il l’assassin de la victime emportée hors du tableau ? ou le témoin ? était-il son frère ? son amant ? son fils ? Ce tableau extraordinaire fut à l’origine d’une suite de recherches frénétiques dans des bibliothèques et des librairies, chez les bouquinistes. »

## Sources
- (it) Cet article est partiellement ou en totalité issu de l’article de Wikipédia en italien intitulé « Antonio Mancini » (voir la liste des auteurs).